# District de Lianyun
Le district de Lianyun (连云区 ; pinyin : Liányún Qū) est une subdivision administrative de la province du Jiangsu en Chine. Il est placé sous la juridiction de la ville-préfecture de Lianyungang.